# Ben Sterling
Ben Sterling es un DJ británico y productor de música electrónica originario de Londres. Ha sido descrito como "un líder de la nueva escuela del Reino Unido" por Mixmag.

## Carrera
En 2019, Sterling hizo su debut en el sello Hot Creations con el lanzamiento de su EP, The Energy, marcando un hito significativo en su carrera. El EP presenta tres pistas que combinan elementos de acid house y tech house. La conexión de Sterling con el sello surgió de su lanzamiento anterior, el EP Anonymous, en el sello de Josh Butler, que atrajo la atención de Jamie Jones. Sterling, quien ganó reconocimiento temprano a través de su residencia en el Ministry of Sound de Londres, ha sido influenciado por disco, electro moderno, así como Chicago house y Detroit techno.
En septiembre de 2022, Sterling hizo su debut en el sello Solid Grooves con el EP Uno Dos Tres. También ha trabajado con sellos como Hot Creations, Diynamic, Crosstown Rebels, OBLONG, y Hottrax.Sterling también posee sus propias marcas, Planet X y X-Files, donde promociona jóvenes talentos.
En julio de 2023, Sterling lanzó el sencillo "Eeez". Más tarde en septiembre, hizo su debut en el sello Crosstown Rebels, de Damian Lazarus, con "Don’t Truss", una colaboración con Caitlyn Scarlett. La pista fue elogiada por su producción envolvente y las cautivadoras voces de Scarlett.
En enero de 2024, Sterling lanzó su EP Step Forward, que fue descrito como "una oda al fallecido gran Nathan Coles". En julio, lanzó el sencillo "Tribal Badman" en su sello Planet X. Mezclado y masterizado por Harry Romero, la pista presenta una combinación de tambores saltarines, una línea de bajo y elementos vocales. Este lanzamiento marcó el regreso de Sterling a Planet X desde su sencillo de 2023, "Lost Illusions", tras trabajar con sellos como PIAS Electronique, Oblong y Higher Ground. El año vio a Sterling debutar en Coachella y presentar una notable exhibición de su proyecto Planet X durante Miami Music Week. Más tarde ese año, fue nominado para el RIOT Noise Breakthrough Artist of 2024 por los DJ Awards.
Sterling también ha actuado en el Festival Baum, EDC Las Vegas, Festival Sunwaves, y The Warehouse Project. Se ha convertido en un habitual en eventos como Music On y Solid Grooves y ha actuado en clubes como DC10  y Amnesia.
Sterling ha citado a artistas como Nathan Coles, Terry Francis, Bushwacka!, Solomun, Frankie Knuckles, y The Martinez Brothers como influencias importantes. Ha definido su sonido como "electrónica acid house".

## Discografía

### Sencillos
- "Dance Machine" (2019)
- "Es Nasty" (2021)
- "Rok the House" (2022)
- "Mind Dimension (Ben Sterling Remix)" (2022)
- "All Over My Body" (2023)
- "Lost Illusions" (2023)
- "Eeez" (2023)
- "(Hey You) What's That Sound" (ft. Les Rythmes Digitales) (2024)
- "Speed Up (Ben Sterling Remix)" (2024)
- "Tribal Badman" (2024)

### EPs
- The Energy (2019)
- Durh Brain (2022)
- Uno Dos Tres (2022)
- Don't Truss (2023)
- Hey Mister (2023)
- BBB (2023)
- Step Forward (2024)